# 炭酸ジメチル
炭酸ジメチル（たんさんジメチル、dimethyl carbonate、略称 DMC）とは有機化合物で、炭酸のエステルの一種。水に難溶の無色の可燃性液体。消防法に定める第4類危険物 第1石油類に該当する。

## 概説
近年、メチル化の試剤としての用途が発見された。例えばトリメチルアミンを炭酸ジメチルにより四級化してテトラメチルアンモニウムを得る反応は以下のとおり。
生成した炭酸水素アニオンは電気分解や陰イオン交換樹脂の使用により除去できる。
炭酸ジメチルはヨードメタンや硫酸ジメチルといった従来のメチル化剤よりも毒性が低く、生分解性に優れる。従来の合成はホスゲンを用いていたが、現在ではメタノールと一酸化炭素と酸素から触媒的に合成する手法が開発されており、グリーンケミストリーの概念に合う合成法とされる。
{\displaystyle {\ce {{2CH3OH}+ {\frac {1}{2}}{O2}+ CO -> {CH3OC(=O)OCH3}+ H2O}}}
炭酸ジメチルはフェノールやチオフェノール、アニリン、ニトリルのα位、カルボン酸などをメチル化できる。しかし多くの場合は高圧・高温条件が必要となり、耐圧反応容器が必要となる（90 ℃以下の反応温度では通常、メトキシカルボニル化が優先する）。その解決を目指すものとして2002年に、ジアザビシクロウンデセン (DBU) の添加により炭酸ジメチルの還流下で進行するカルボン酸類のメチルエステル化反応が報告された。
用途としては幅広く、塗料・接着剤・洗浄剤のほか、リチウムイオン二次電池の電解液などにも用いられる。日本国内では宇部興産が生産している。